# Socjacja
Socjacja – podstawowa jednostka podziału roślinności fitosocjologicznej szkoły skandynawskiej, odpowiadająca w przybliżeniu pojęciu facji zespołu w ujęciu szkoły francusko-szwajcarskiej. Socjacja wydzielana jest na podstawie stosunków ilościowych. W wyróżnieniu socjacji decydującą rolę odgrywają gatunki dominujące, znormalizowana stałość i udział synuzji.
Definicja podana przez Du Rietza (1895–1967) określa socjację jako "stabilną fitocenozę o jednorodnym w istocie składzie gatunkowym, tzn. przynajmniej ze stałymi dominanatami w każdej warstwie". Socjacje łączy się w konsocjacje.